# Euproctis inepta
Euproctis inepta är en fjärilsart som beskrevs av Butler 1887. Euproctis inepta ingår i släktet Euproctis och familjen tofsspinnare. Inga underarter finns listade i Catalogue of Life.